# ريبيكا سميث
ريبيكا سميث (بالإنجليزية: Rebecca Smith)‏ (و. 1981  م) هي لاعبة كرة قدم، من نيوزيلندا، ولدت في لوس أنجلس، شاركت في ألعاب أولمبية صيفية 2012، والألعاب الأولمبية الصيفية 2008، تلعب كمُدَافِعة.

## روابط خارجية
- ريبيكا سميث على موقع الاتحاد الدولي (مؤرشف)  (الإنجليزية)
- ريبيكا سميث على موقع الاتحاد الأوربي (الإنجليزية)
- ريبيكا سميث على موقع قاعدة بيانات كرة القدم.إي يو (الإنجليزية)
- ريبيكا سميث على موقع بيانات كرة القدم. دي إي (الألمانية)
- ريبيكا سميث على موقع Soccerway.com (الإنجليزية)
- ريبيكا سميث على موقع عالم كرة القدم.نت (الإنجليزية)
- ريبيكا سميث على موقع اللجنة الأولمبية الدولية (الإنجليزية)
- ريبيكا سميث على موقع أوليمبيديا (الإنجليزية)
- ريبيكا سميث على موقع اللجنة الأولمبية النيوزيلندية (الإنجليزية)